# HD 124186
HD 124186，又名BD+32 2443，SAO 63979、HR 5310，是一颗恒星，视星等为6.11，位于銀經54.36，銀緯71.95，其B1900.0坐标为赤經14h 6m 53.4s，赤緯+32° 71.95′ 56″。